# Teodorico II (Visigoti)
Teodorico II dei Balti, Teodorico anche in spagnolo e in portoghese, Teodoric in catalano (426 circa – 466), è stato re dei Visigoti dal 453 fino alla sua morte.

## Origine

L'Europa nel 451, alla morte di Teodorico I. In marrone il regno di Tolosa dei Visigoti.

Secondo il Diccionario biográfico español, Real Academia de la Historia, Teodorico era il figlio maschio secondogenito del re dei visigoti, Teodorico I e di Pedoca, figlia di Alarico I, quindi fratello di Torismondo, Federico e Eurico.

Ancora secondo il Diccionario biográfico español, Real Academia de la Historia, Teodorico I era un nobile visigoto, della casa dei Balti, imparentato con Vallia; alcune fonti sostengono che fosse figlio del re dei visigoti, Vallia, secondo altre fonti figlio illegittimo del re dei visigoti, Alarico I; comunque nessuna fonte primaria consultata sostiene una di queste due tesi ((LA)  IORDANIS DE ORIGINE ACTIBUSQUE GETARUM, (LA)  #ES Fragmenta historicorum graecorum, Volume 4, (LA)  #ES Idatii episcopi Chronicon, (LA)  Isidori Historia Gothorum, Wandalorum, Sueborum, De origine Gothorum e (LA)  Anastasii abbatis opera omnia).

## Biografia
Mentre suo fratello, Torismondo, nel 453, stava tentando, senza riuscirci, di assoggettare Arles dovette rientrare nel proprio paese perché i fratelli Teodorico e Federico, sembra spinti dal generale Romano Ezio, avevano dato il via a una rivolta e dopo alcuni scontri, nel 453, Torismondo venne assassinato da Teodorico, che gli succedette.

Il Herimanni Augiensis Chronicon riporta che Torismondo fu ucciso nel 452 e gli succedette il fratello Teodorico.

Il Chronica Regum Visigotthorum riporta che Torismondo regnò tre anni (Thurismodus regnavit annos III).

Sia il Chronicon Albeldense che il De origine Gothorum di Isidoro di Siviglia riportano che Torismondo fu ucciso dai fratelli Teodorico e Federico (a Theuderico et Frigdarico est fratribus interfectus) e Isidoro prosegue sostenendo che Teodorico succedette al fratello e regnò per 13 anni, mentre il vescovo Idazio riporta che fu trucidato dai due fratelli e Teodorico gli succedette (Thorismo Rex Gothorum, spirans hostilia, Theuderico et Frederico fratribus jugulatur, cui Theudericus succedit in regno), ed infine Giordane riporta che Torismondo, nel suo terzo anno di regno si ammalò, e, mentre lo stavano curando, un certo Ascalc lo uccise, facendolo morire dissanguato e dopo la sua morte il fratello Teodorico gli succedette (Theoderidus germanus eius Vesaegotharum in regno succedens).
Teodorico II aveva fatto assassinare il fratello primogenito Torismondo, perché non ne condivideva la politica anti-romana e quindi succedergli e impostare una politica favorevole all'Impero romano d'Occidente; sembra che giustificasse la sua atrocità sostenendo che «lo dovette fare perché il suo predecessore aveva violato il patto di alleanza con l'impero».

Questo legame servì a Teodorico II per conseguire l'obiettivo che i suoi predecessori si erano sforzati invano di raggiungere con mezzi diretti, e cioè l'espansione territoriale in Gallia e specialmente nella penisola iberica.
Nel 455 Teodorico incaricò il fratello, Federico, di reprimere i gruppi di Bagaudi dalla provincia romana Tarraconense, dove riuscì a pacificare tutta la valle dell'Ebro e portando il Tarragonese sotto il controllo visigoto, avendo agito per conto di Roma, come ricorda anche il vescovo Idazio.
Nel 455, dopo l'assassinio di Valentiniano III, e quello successivo di Petronio Massimo, Teodorico riuscì a far eleggere imperatore il Magister militum della Gallia e suo antico precettore: Marco Mecillio Avito.

Avito, con l'appoggio dei soldati federati dei Goti, fu proclamato imperatore ad Arles il 9 luglio. Mentre Avito, scortato da truppe Gote, partì per l'Italia dove ricevette l'appoggio dell'esercito imperiale e dell'aristocrazia senatoria italiana, Teodorico a capo di un importante esercito gotico, con i suoi alleati Burgundi, si diresse verso la Spagna all'inizio dell'estate del 456, perché in quello stesso anno il re dei Suebi di Galizia, Rechiaro aveva attaccato le province romane Betica, Cartaginense e Tarraconense. Sul fiume Órbigo (Battaglia del fiume Urbicus), nei pressi di Astorga, sconfisse Rechiaro, lo inseguì fino in Lusitania, lo catturò e in quello stesso anno, nonostante fosse suo cognato, lo giustiziò, dopo avere favorito l'elezione a re dei Suebi di Aiulfo. Era l'inizio dell'espansione in Spagna, perché tutti i territori che conquistò a nome dell'imperatore, in effetti li tenne per sé.

Questi avvenimenti sono confermati dal vescovo Isidoro di Siviglia, dal Chronicon Albeldense, che precisa inoltre che regnò tredici anni, dal vescovo Idazio, dal Herimanni Augiensis chronicon, e da Giordane.
Nel 457, dopo la deposizione e poi l'assassinio dell'imperatore Avito, venne eletto imperatore (non riconosciuto da Teodorico) Maggioriano. Teodorico alla testa di un esercito avanzò nella provincia di Narbona e mise l'assedio ad Arles; ma nel 458 Maggioriano si presentò in Gallia, attaccò e domò i Burgundi e sconfisse Teodorico ad Arles. Teodorico riconobbe Maggiorano come imperatore e fu firmata una pace di tre anni.

In quel periodo secondo il Herimanni Augiensis chronicon, Teodorico II, al fianco di Roma, combatté i Suebi, invadendo e devastando Gallaecia e Betica.
Nel 460 Teodorico II si alleò con il re dei Suebi, Remismondo, aiutandolo nella guerra civile contro Fromaro, come riporta Rafael Altamira y Crevea.

Dal 460 Suebi e Visigoti vissero in pace, e questi ultimi, dopo il precedente conflitto, ora appoggiano Remismondo, al punto che, qualche tempo dopo, Teodorico II, nel 465 rinsaldò l'alleanza con gli Svevi dando in moglie a Remismondo una delle sue figlie e lo riconobbe re.
Nel 462, dopo la morte di Maggioriano (461), l'imperatore Libio Severo non era stato riconosciuto dal generale romano Egidio, che si trovava in Gallia con il suo esercito; allora il Magister militum Ricimero (figlio della sorella del re visigoto Walia), aveva inviato con il grado di magister militum per Gallias il generale Agrippino in Gallia a opporglisi. Allo scopo di ottenere il sostegno dei Visigoti contro Egidio, Agrippino accettò di consegnare loro Narbona, e, nel 462, Federico si accampò nei pressi della città.

Allora Egidio si diresse verso il nord della Gallia, tallonato da Federico.
Il confine del regno al nord era stato portato alla Loira e quando Teodorico tentò di espandere i suoi domini verso nord, inviando un esercito al comando di suo fratello Federico, trovò l'opposizione del magister militum per Gallias dello spodestato imperatore romano Maggioriano Egidio, che, nel 463, alla battaglia di Orléans, sconfisse i goti e uccise il fratello di Teodorico II, Federico.

A questa battaglia aveva partecipato, come alleato di Egidio, anche il re dei Franchi Childerico.

Teodorico II ed Egidio continuarono a tenersi a bada, sino alla morte di Egidio, nel 464.
Ma all'interno del territorio gallico da lui controllato, il re Teodorico II cercò di esplicitare la sua piena autorità e autonomia rispetto all'Impero, anche sulla popolazione gallo-romana. Teodorico II potrebbe essere il primo re gotico a legiferare per iscritto e per l'intera popolazione del suo Regno.
Dopo la morte (465) dell'imperatore Libio Severo, mentre Teodorico II trattava con Ricimero per un nuovo imperatore, una parte della nobiltà, che riteneva non più conveniente l'alleanza con l'impero romano, ormai in dissoluzione, organizzò una congiura, con il tacito consenso di suo fratello Eurico, e nel 466 lo fece uccidere; il fratello, Eurico, fu eletto re dei visigoti, come confermano Isidoro di Siviglia, Idazio e il Chronicon Albeldense.

Il Chronica Regum Visigotthorum cita Teodorico II, confermando che fu re per tredici anni (Theudoricus regnavit annos XIII).

## La letteratura durante il regno di Teodorico II
Durante il regno di Teodorico II (che era stato avviato alla letteratura latina da Avito, imperatore romano d'Occidente, nel 455-456), i goti tra loro usavano la loro lingua, di cui purtroppo non ci sono rimasti altri documenti che i nomi propri; ma una parte della nobiltà e tutti gli alti funzionari comprendevano il latino. Il latino comunque rimase la lingua della diplomazia e del diritto. Sia Teodorico che il suo successore Eurico, protessero i letterati latini, tra cui il poeta, Sidonio Apollinare, il ministro, Leone e il retore, Lampridio. Questo mecenatismo però non poté arrestare la decadenza delle lettere e della cultura.

## Discendenza
Non si conosce il nome della moglie di Teodorico, ma si sa che ebbe almeno una figlia, della quale non si conosce il nome, che sposò il re dei Suebi, Remismondo.

### Fonti primarie
- (LA)  IORDANIS DE ORIGINE ACTIBUSQUE GETARUM.
- (LA)  Chronica Regum Visigotthorum, España Sagrada Tomo II.
- (LA)  Chronica Regum Visigotthorum, España Sagrada Tomo IV.
- (LA)  #ES Idatii episcopi Chronicon.
- (LA)  Isidori Historia Gothorum, Wandalorum, Sueborum, De origine Gothorum.
- (LA)  Anastasii abbatis opera omnia.
- (LA)  Monumenta Germaniae Historica, Auctorum antiquissimorum, tomus 5.1, Jordanis, De origine actibusque Getarum.
- (LA)  Monumenta Germaniae Historica, Scriptores (in Folio) (SS), tomus 5, Herimanni Augiensis Chronicon.

### Letteratura storiografica
- Ludwig Schmidt e Christian Pfister, I regni germanici in Gallia, in Storia del mondo medievale, vol. I, 1999,  pp. 275-300.
- Ernst Barker, L'Italia e l'occidente dal 410 al 476, in Storia del mondo medievale, vol. I, 1999,  pp. 373-419.
- Rafael Altamira, La Spagna sotto i Visigoti, in Storia del mondo medievale, vol. I, 1999,  pp. 743-779.